# Бирсдорф ам Зе
Бирсдорф ам Зе (њем. Biersdorf am See) општина је у њемачкој савезној држави Рајна-Палатинат. Једно је од 235 општинских средишта округа Ајфелкрајс Битбург-Прим. Према процјени из 2010. у општини је живјело 535 становника. Посједује регионалну шифру (AGS) 7232015.

## Географски и демографски подаци
Бирсдорф ам Зе се налази у савезној држави Рајна-Палатинат у округу Ајфелкрајс Битбург-Прим. Општина се налази на надморској висини од 340 метара. Површина општине износи 3,2 km².

## Становништво
У самом мјесту је, према процјени из 2010. године, живјело 535 становника. Просјечна густина становништва износи 166 становника/km².